# Svealandsbanan
Svealandsbanan är en järnväg som löper mellan Södertälje (Södertälje syd) och Valskogs station i Kungsörs kommun. Banan är till stor del enkelspårig och används främst för persontrafik.

## Historia
Den ursprungliga järnvägen mellan Södertälje och Eskilstuna från år 1895, Norra Södermanlands Järnväg, höll vid början av 1990-talet inte måttet för den nya tidens krav på komfort, snabbhet och säkerhet. Dessutom passerades inte Strängnäs, som är den största orten längs banan (utöver ändpunkterna). Därför beslutade man sig för att bygga en helt ny järnväg istället för att rusta upp och modernisera den befintliga. Trafiken på den gamla Norra Södermanlands Järnväg lades ner i januari 1994 och samtidigt påbörjades byggandet av den 79 km långa nya järnvägen som togs i bruk i juni 1997. Under den tre år långa byggnadstiden kunde inga tåg köras mellan Eskilstuna och Södertälje. Resenärerna på sträckan fick då antingen åka ersättningsbuss förbi avstängningen, med stopp i Strängnäs, Läggesta, Nykvarn och Södertälje, eller åka omvägen via Västerås. Dock kunde ett byte behöva göras i Västerås eftersom alla tåg inte fortsatte vidare till Stockholm därifrån.
I samband med bygget av Svealandsbanan byggdes också två helt nya stationer, en i Strängnäs och en i Läggesta. Stationerna i Eskilstuna och Nykvarn rustades upp och i Eskilstuna byggdes dessutom hela bangården samt stationsområdet om med nya plattformar samt ny gångtunnel under spåren mellan centrum och stadsdelen Nyfors. Även stationshuset totalrenoverades.

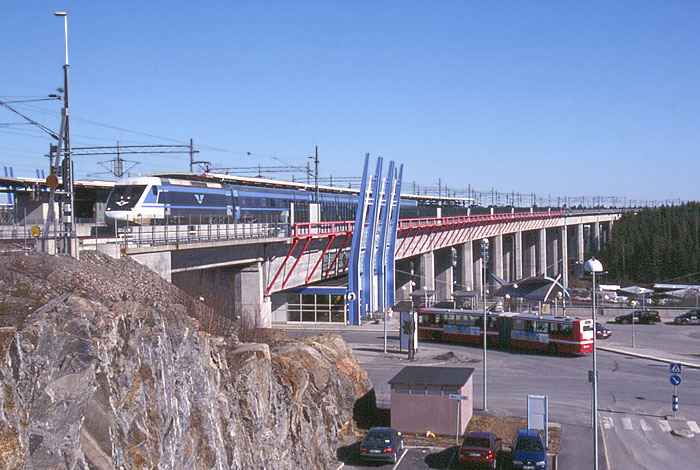
Svealandsbanan börjar på stationen Södertälje syd i Södertälje.

Banan har huvudsakligen fått en ny dragning, med undantag för sträckan mellan Grundbro och Strängnäs, där banan följer den gamla banvallen från Åkers Styckebruk. Ett flertal tunnlar byggdes, bland annat Strängnästunneln.

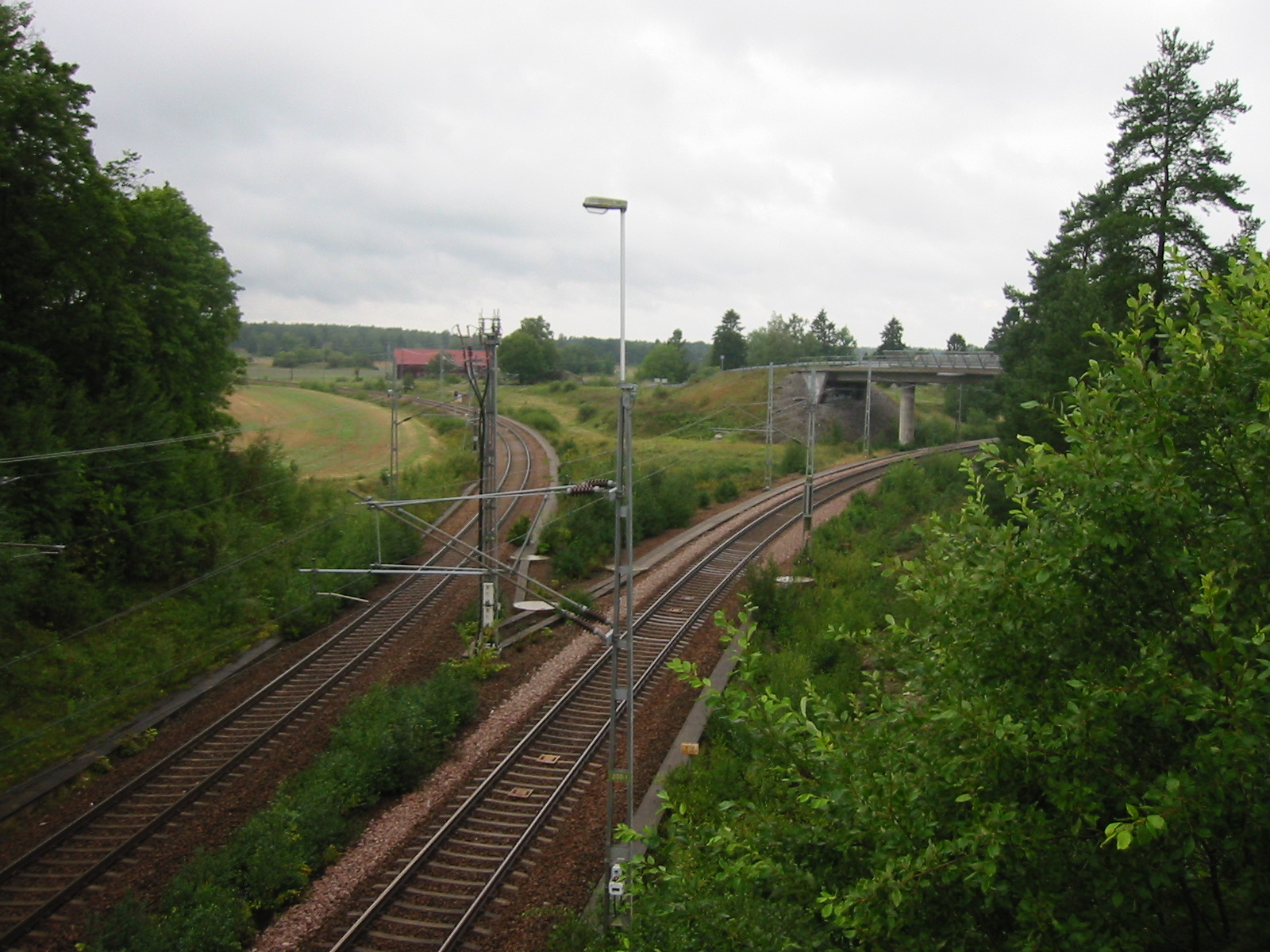
Vid Tumbo ansluter Svealandsbanan (vänster) till banan från Kolbäck.

Mellan Eskilstuna och Rekarne delar banan sträckning med linjen Sala–Oxelösund. Den sista bandelen, från Rekarne till Valskog, öppnades 1877 av Oxelösund–Flen–Västmanlands Järnväg och har kvar sin ursprungliga sträckning. Vissa upprustningar har dock skett. År 1954 elektrifierades banan, och i samband med att den blev en del av Svealandsbanan byggdes den ut till dubbelspår från Eskilstuna till Folkesta.
Den ursprungliga avsikten var att Svealandsbanan skulle trafikeras med specialinköpta tåg. Emellertid fanns inga sådana tåg när banan invigdes i juni 1997. Istället trafikerades den under de första åren med X2-2/2-1(X200)-tåg. Dessa ersattes senare av loktåg, som i sin tur ersattes av Regina-tåg som kan gå i 200 km/h. De ersattes senare praktiskt taget helt av dubbeldäckartågen X40. Numera trafikeras banan med Mälartågs dubbeldäckare ER1.
Banan byggdes med 250 meter långa perronger, utom i Eskilstuna där de är 350 m, och i Arboga där den effektiva perronglängden för tåg österifrån som ska vända bara är 170 m.
De prognoser som inför bygget gjordes för det framtida resandet på sträckan överträffades.[källa behövs] Dåvarande Banverket byggde inom Kraftsamling Stockholm-Mälardalen mötesstationer i Barva, Grundbro och Almnäs, samt dubbelspår Ryssjöbrink-Nykvarn, det var färdigbyggt 2010.

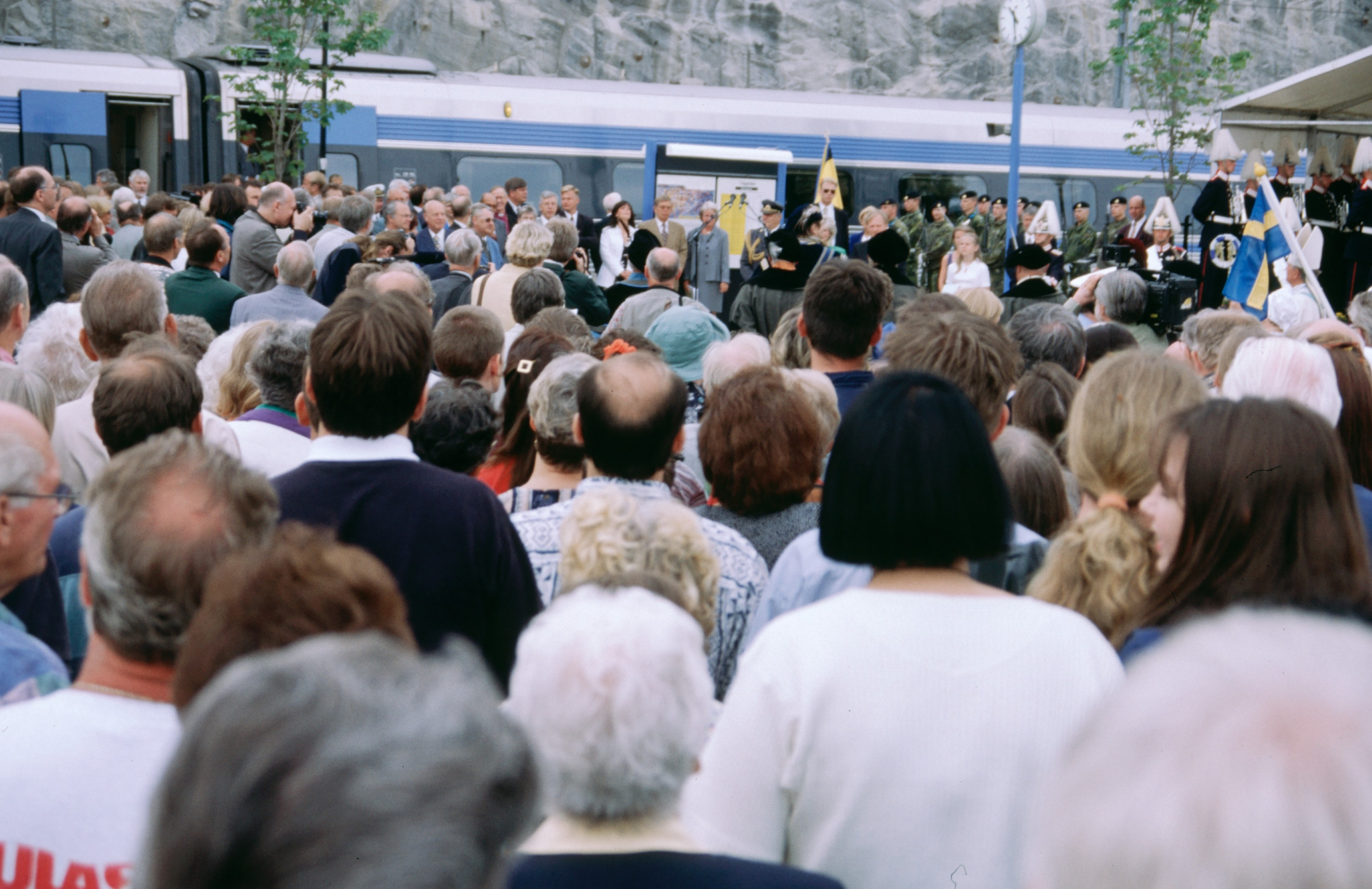
Invigning av Strängnäs station i samband med Svealandsbanans öppnande 1997.

Sträckan Strängnäs-Härad, med en längd av cirka 7 km, byggdes ut till dubbelspår mellan september 2014 och juni 2018. Detta kopplas till Citybanan i Stockholm där båda projekten möjliggör fler tåg Eskilstuna-Stockholm. Strängnäs enkelspåriga station var länge problematisk då alla utom non-stop-tåg stannar på stationen, och tågmöten fick ske på andra platser, där de egentligen inte behöver stanna.

## Trafik

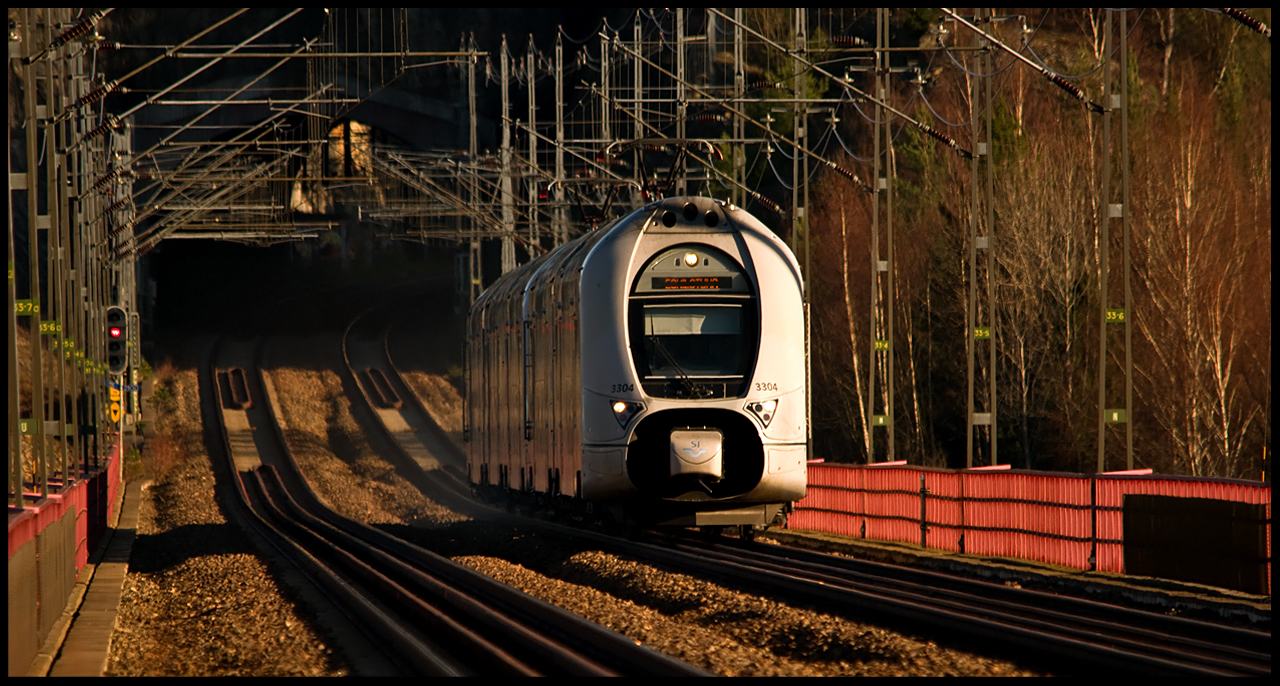
Ett X40 regionaltåg vid Läggesta.

Linjen trafikeras numera (2021) av Mälartågs linje Uppsala–Arlanda–Stockholm–Eskilstuna–Arboga–Örebro.
Sträckan trafikeras vanligtvis med ett tåg i timmen i vardera riktningen på sträckan mellan Södertälje och Eskilstuna, och ungefär ett tåg varannan timme i varje riktning på sträckan mellan Eskilstuna och Arboga. Trafiken förstärks något under rusningstrafiken, vilket kan innebära ca 30-minutersintervaller på de mest trafikerade bandelarna.